# Koghbavan
Koghbavan là một đô thị thuộc tỉnh Armavir, Armenia. Dân số ước tính năm 2011 là 116 người.